# Stefano Tilli
Stefano Tilli (né le 22 août 1962 à Orvieto) est un athlète italien, spécialiste du sprint.

## Biographie
Stefano Tilli remporte sa première médaille, en argent, lors des premiers championnats du monde d'athlétisme à Helsinki (1983), lors du 4 × 100 m, avec un temps de 38 s 37, qui est resté le record italien jusqu'en 2010.
En salle, il remporte la 1re place en 1983 (60 m) et 1985 (200 m), aux Championnats d'Europe.
En plein air, il n'atteint jamais les finales olympiques individuelles des 100 et 200 m (en Italie, seuls Pietro Mennea et Livio Berruti y étaient parvenus). Aux Jeux olympiques de Los Angeles, il atteint néanmoins la demi-finale et termine 4e du relais 4 × 100 m.
Aux Jeux méditerranéens, il est troisième du 100 m. et premier sur le relais 4 X 100 m  en 1983 à Casablanca , il est triple médaillé d'or sur 100, 200 et le relais en 1987 à Lattaquié et enfin, il est troisième  à Athènes en 1991 sur le 200 m.
Ses meilleures prestations, toutes deux de 1984, sont de 10 s 16 (100 m) et 20 s 40 (200 m).
Il a quitté l'activité sportive après les Jeux olympiques de Sydney (2000).
Stefano Tilli a longtemps été le compagnon de Merlene Ottey.

## Palmarès

### Championnats du monde
- Championnats du monde d'athlétisme 1983 à Helsinki :
  -  Médaille d'argent du relais 4 × 100 m

### Championnats d'Europe
- Championnats d'Europe 1990 à Split :
  -  Médaille de bronze du relais 4 × 100 m

### Championnats d'Europe en salle
- Championnats d'Europe en salle 1983 à Budapest :
  -  Médaille d'or du 60 m
- Championnats d'Europe en salle 1985 au Pirée :
  -  Médaille d'or du 200 m